# Правоторова Віра Миколаївна
Правоторова Віра Миколаївна (4 жовтня 1958) - українська дитяча письменниця, членкиня Національної спілки письменників України, лауреатка літературної премії ім. Наталі Забіли, "Корнійчуковської премії"

## Життєпис
Народилася на Рівненщині. Навчалася у Млинівській школі № 2. Займалася в шкільному літературному гуртку «Мрія кличе», літературній студії при районній газеті.
Закінчила Рівненський кооперативний технікум та Львівський торгово-економічний інститут. Працювала у сфері фінансів та права, нині - на творчій роботі.
З березня 2017 року - членкиня Національної спілки письменників України.
Мешкає в м. Рівне
Чоловік: Правоторов Сергій Ігорович

## Творчість
Поезії для дітей Віри Правоторової увійшли до збірників: "Улюблені вірші - 2", "Улюблені вірші - 3"  (видавництво "А-БА-БА-ГА-ЛА-МА-ГА"), "Сніжнокрилі янголи" (видавництво "Свічадо"), "Оберемок віршів і казок від рівненських письменників" (Видавець Олег Зень).
Прозова казка  "Оповідка про рожеві рукавички" В. Правоторової увійшла до збірки "Насипала зима сніжинок на долоньки", що надрукована кирилицею та шрифтом Брайля.
Поетичні твори друкуються в періодичних виданнях для дітей: "Малятко", "Маленька фея та сім гномів", "Мамине сонечко", «"Ангелятко", "Колобочок", "Ноїв ковчег", "Золоте левеня", "Крилаті", "Пізнайко".
Окремі друковані видання творів для дітей:
- Веселі віршики з мальованого глека / В.Правоторова. — К. : Гамазин, 2016. — 44 с.
- Віршики із солом’яного кошичка / В. Правоторова. — К. : Гамазин, 2021. — 48 с.: іл.
- Віршики та оповідки з бабусиної валізки / В. Правоторова. – К. : Гамазин, 2017. – 48 с.
- Віршенята і віршики з оксамитової торбинки / В.Правоторова. — К. : Гамазин, 2015. — 40 с.
- Обертасики / В. Правоторова ; іл. М. Фляк. — К. : А-БА-БА-ГА-ЛА-МА-Га, 2022. — 35 с.

Аудіокнига "Радісні віршики з бабусиної флешки" (2017).
Творче кредо письменниції: "Будьте, як діти".

## Відзнаки
- Володарка першої премії у номінації "Поезія для дітей" Міжнародного літературного конкурсу творів для дітей та юнацтва "Корнійчуковська премія" (2019)[3].
- Лауреатка літературної премії ім. Наталі Забіли (2019) за вірші "Мороз", "Каченятко", "Гречаний мед", "Бабусині окуляри" та оповідання "Рожеві рукавички".
- Збірка "Віршики та оповідки з бабусиної валізки" - переможець обласного конкурсу "Краща книга Рівненщини" у номінації [4].
- Збірка "Віршики із солом’яного кошичка" - переможець обласного конкурсу"Краща книга Рівненщини" у номінації "Краще видання для дітей" (2022)[5].

### Відео
- Віра Правоторова – письменниця// Суспільне ТБ, 1 червня 2019 року, Процитовано 3 серпня 2022 року
- Іван Малкович про "Обертасики"